# Trybuna Wałbrzyska
Trybuna Wałbrzyska – tygodnik regionalny wydawany w Wałbrzychu w latach 1954–1993.
Pierwszy numer o objętości 4 stron formatu B3 został wydany 28 września 1954 w nakładzie 10 tys. egzemplarzy, przy czym do 1956 czasopismo ukazywało się jako Wałbrzyska Trybuna z podtytułem: pismo Komitetu Miejskiego Polskiej Zjednoczonej Partii Robotniczej.
W 1974 czasopismo ukazywało się z podtytułem organ Komitetu PZPR miasta i powiatu, w 1981 jako organ PZPR. Zachowano format B3, objętość wynosiła 8 stron, z których połowę drukowano w dwóch kolorach. Jako wkładka załączany był dodatek kulturalny „Odłogi”. Od 1975, po utworzeniu województwa wałbrzyskiego „Trybuna Wałbrzyska” zyskała rangę tygodnika wojewódzkiego. Jej wydawanie zostało zawieszone w grudniu 1981 po wprowadzeniu stanu wojennego. Wznowiona w 1982 miała podtytuł tygodnik PZPR.
Po 1989, w wyniku likwidacji dotychczasowego wydawcy, jakim było Wrocławskie Wydawnictwo Prasowe koncernu RSW Prasa-Książka-Ruch, tytuł przejęły firmy należące do Leszka Bubla – Przedsiębiorstwo Produkcyjno-Handlowo-Usługowe „Bubel” (od 1991), następnie Przedsiębiorstwo Produkcyjno-Usługowo-Handlowe „Zamek” (od 1992). W 1991 nowy wydawca zmienił format z B3 na A3, objętość wzrosła początkowo do 16 stron, następnie do 32, a w niektórych wydaniach maksymalnie do 48. Mimo powiększenia objętości i wprowadzenia koloru, nakład, który w latach 70. osiągał 55 tys. egzemplarzy, w ostatnich latach istnienia tygodnika spadł do 25 tys. Wydawanie czasopisma zakończono 20 grudnia 1993. Do jego tradycji odwołuje się „Tygodnik Wałbrzyski”.
Redaktorami naczelnymi byli m.in.: Wojciech Siuda (od 1968), Marek Malinowski (od 1973), Zbigniew Zalewski (od 1991).